# Guelph
Guelph és una ciutat canadenca al sud - oest d'Ontario. Segons el cens del 2016, hi havia una població de 131.794 habitants). Coneguda com "la ciutat reial", es troba a 28 quilòmetres a l'est de Waterloo i a 100 quilòmetres del centre de Toronto. Guelph és la seu del comtat de Wellington, però gaudeix d’independència política. Amb la seva baixa taxa de criminalitat, Guelph és considerada una de les millors ciutats per viure. Igualment, Guelph té una de les taxes d’atur més baixes del país.

## Toponímia
John Galt va ser batejat com a "Guelph" en honor de la casa de Guelph, es va afirmar que va ser l'origen de la casa de Hannover, la família del rei Jordi IV del Regne Unit, llavors governant del Canadà; que li va valer a la ciutat el sobrenom de "ciutat reial".

## Geografia
Guelph es troba aproximadament a 100 km a l'oest de Toronto a la intersecció de les autopistes provincials 6 i 7 d'Ontario. És la seu del comtat de Wellington, però la ciutat és políticament independent. Abans de la colonització, les comunitats indígenes consideraven la regió com una zona neutral. En les dates seleccionades, els membres d’aquestes comunitats es reunirien per intercanviar mercaderies a la vora del riu Speed.

## Història

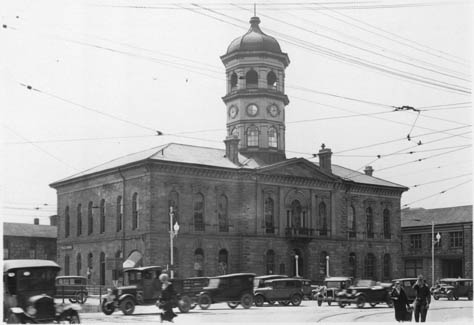
Ajuntament de Guelph el 1920

La ciutat va ser fundada el 23 d'abril de 1827 i va ser seleccionada per ser la seu de la Canadà Company, una empresa de desenvolupament britànica, pel seu superintendent canadenc John Galt (també novel·lista). Aquest últim va dissenyar la ciutat per semblar-se al centre d'una ciutat europea.
Tanmateix, Galt va haver d’esperar fins que el ferrocarril Grand Trunk arribés a la ciutat de Toronto el 1856 perquè s'acomplís plenament el seu grandiós pla.
El municipi es va convertir oficialment en ciutat el 1879.

## Demografia
| 2001   | 2006   | 2011   | 2016   |
| ------ | ------ | ------ | ------ |
| 106170 | 114943 | 121688 | 131794 |

## Educació
La Universitat de Guelph és una de les universitats més completes del Canadà. És coneguda pel seu programa en ciències de la vida com l’agricultura i ciències dels aliments. El Conestoga College té un petit campus a Guelph. Segons la revista Maclean, és la millor universitat completa del Canadà.

## Personalitats relacionades amb Guelph

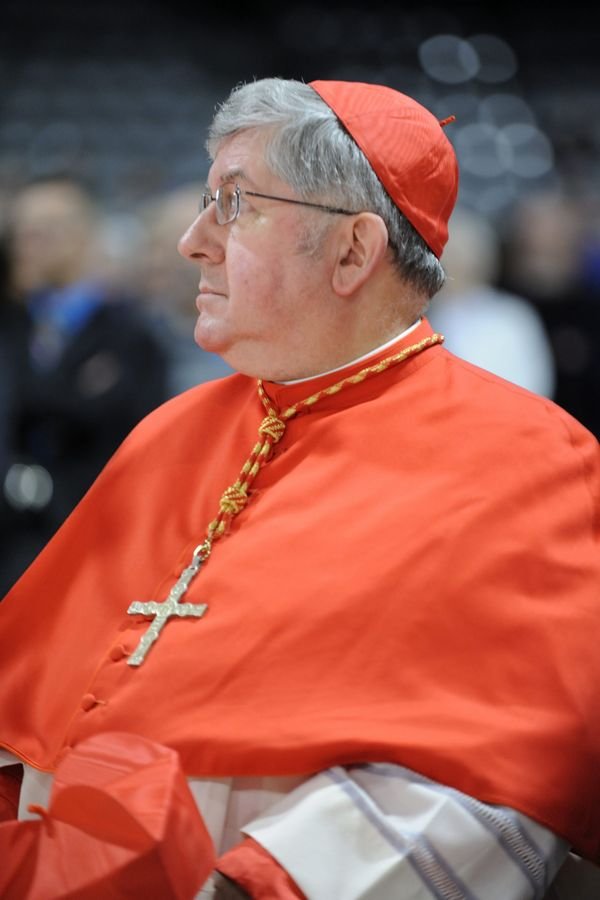
Cardenal Thomas Christopher Collins, arquebisbe de Toronto

- George Alexander Drew (primer ministre d'Ontario)
- Neve Campbell, actriu, nascuda a la ciutat
- Thomas Christopher Collins, cardenal de l'Església Catòlica, arquebisbe de Toronto des del 2006, nascut a Guelph el 1947
- Charles Crowe (1867 – 1953), tirador canadenc
- Shannon Crawford (1963), exremadora canadenca
- Donna Strickland (1959), física canadenca guardonada amb el premi Nobel
- Edward Johnson (1878 - 1959), tenor canadenc.